# Artaius
Artaius, seltener auch Artaios, ist ein keltischer Gott, der nach der Interpretatio Romana mit dem römischen Gott Mercurius gleichgesetzt wurde.

## Mythologie und Etymologie
Artaius ist neben Artio, Andarta und Matunus eine der keltischen Bärengottheiten. Bezeugt ist der Name in einer einzigen römerzeitlichen Inschrift aus Beaucroissant bei Vienne (Département Isère).
Nach Maier gibt es für Artaius eine akzeptierte Ableitung von altkeltisch *artos, altirisch art, kymrisch arth, bretonisch arz (alle „Bär“, im übertragenen Sinne auch für „Krieger“). Birkhan hingegen schreibt: „Artaius  könnte zu *artos 'Bär' gehören, doch ist das Suffix unkeltisch.“
Eine Verbindung  zum Namen von König Arthur ist eher fraglich, kann aber nach dem derzeitigen Wissensstand auch nicht völlig ausgeschlossen werden. Die Vermutung des französischen Autors Jean Markale (1928–2008), dass der Christ (!) Arthur ohne Zweifel von den Kelten als Gott angesehen worden sei, wird von der modernen Keltologie als fragwürdig eingestuft.